# Sainte-Opportune-la-Mare
Sainte-Opportune-la-Mare es una localidad y comuna francesa situada en la región de Alta Normandía, departamento de Eure, en el distrito de Bernay y cantón de Quillebeuf-sur-Seine.

## Demografía
| 274 | 252 | 279 | 339 | 369 | 385 |
| Para los censos de 1962 a 1999 la población legal corresponde a la población sin duplicidades (Fuente: INSEE [Consultar]) |     |     |     |     |     |

## Administración

### Entidades intercomunales
Sainte-Opportune-la-Mare está integrada en la Communauté de communes de Quillebeuf-sur-Seine. Además forma parte de diversos sindicatos intercomunales para la prestación de diversos servicios públicos:
- S.A.E.P du Fond des Vaux , que gestiona el tratamiento y distribución de agua.
- Syndicat de l'électricité et du gaz de l'Eure (SIEGE) .
- S.I.V.O.S des Trois Cornets , dedicado al transporte escolar.

### Riesgos
La prefectura del departamento de Eure incluye la comuna en la previsión de riesgos mayores por:
- Presencia de cavidades subterráneas.
- Riesgos derivados del transporte de mercancías peligrosas.
- Riesgos por inundación.

## Lugares y monumentos
- Forma parte del Parc naturel régional des Boucles de la Seine normande.